# Immersione subacquea

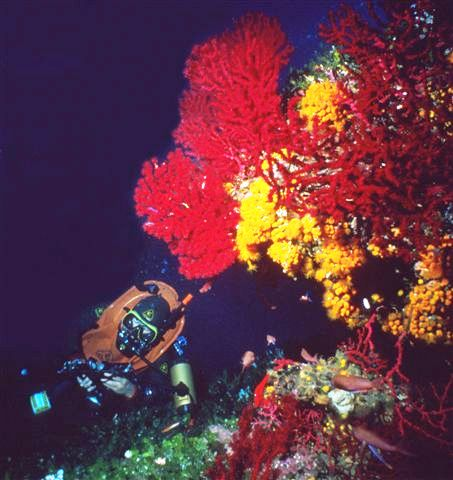
Immersione subacquea nella
AMP Capo Gallo.

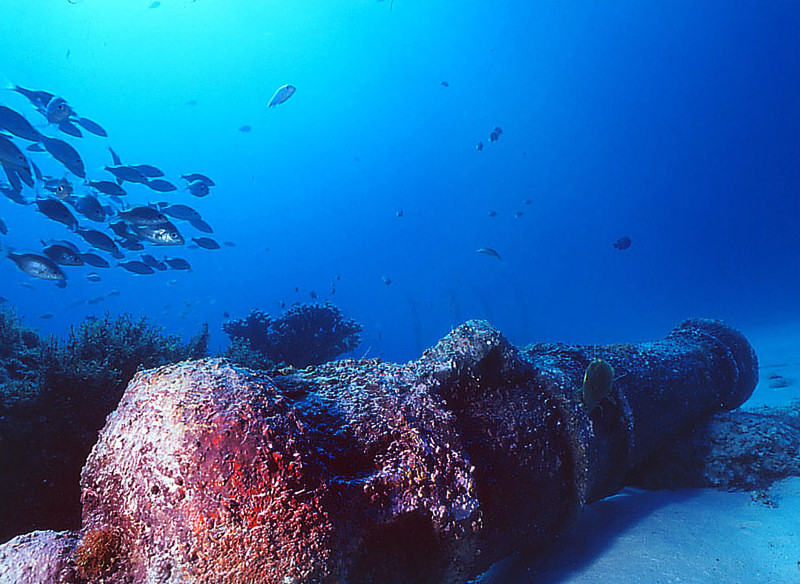
Foto di un cannone sommerso presso le isole Mauritius.

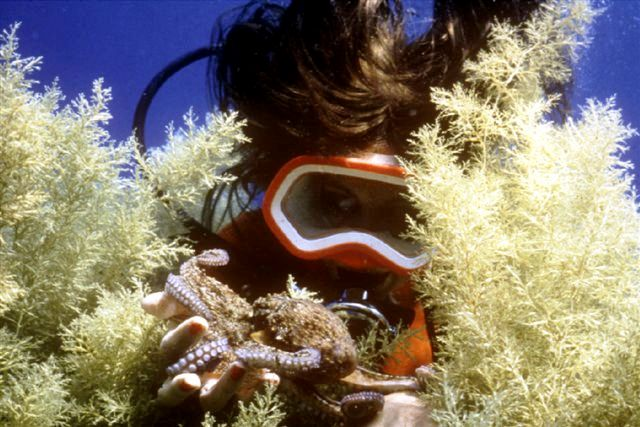
Un Octopus vulgaris tra le cistoseire.

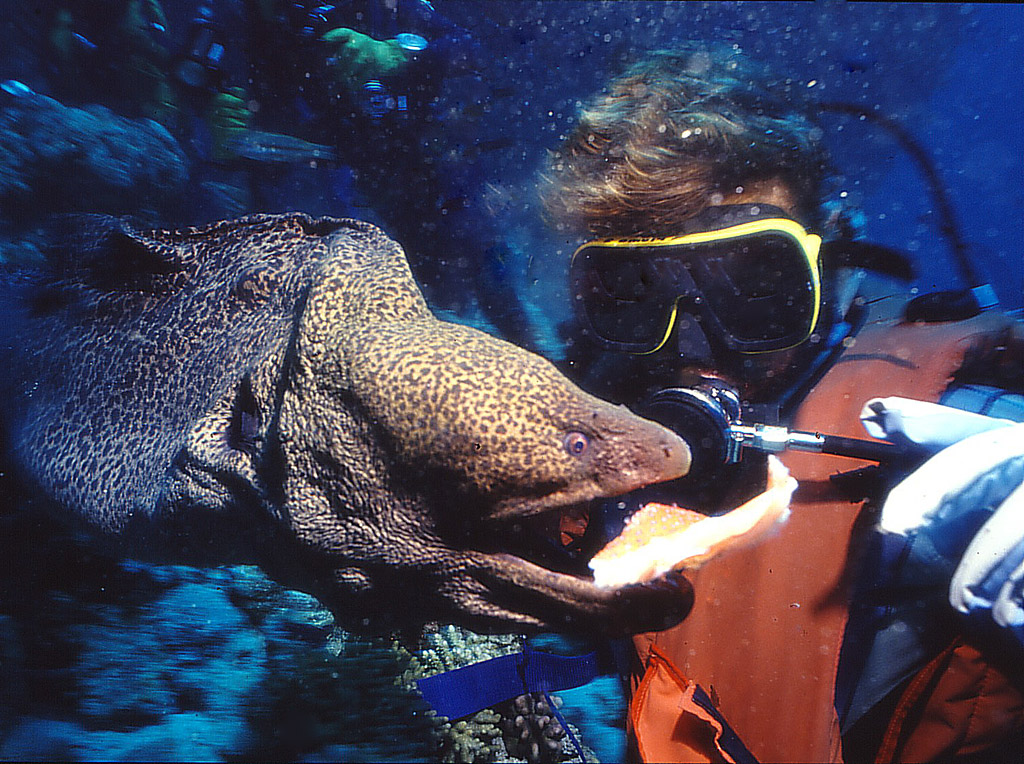
Una Muraena helena attirata da un subacqueo.

L'immersione subacquea è un'attività che, al contrario del nuoto e dello snorkeling, prevede l'immersione completa del corpo umano in un ambiente liquido. La possibilità di esplorare l'ambiente subacqueo origina dalla peculiare caratteristica che l'essere umano condivide con pochi altri mammiferi di essere in grado di trattenere il respiro in acqua (riflesso di immersione).
Le prime immersioni furono infatti in apnea e legate a necessità alimentari, col tempo, e soprattutto in seguito ad esigenze di natura bellica, sono stati studiati degli strumenti che permettessero all'uomo di prolungare la permanenza sott'acqua; furono quindi messe a punto diverse attrezzature che ebbero come conseguenza la successiva diffusione della pratica dell'attività subacquea anche oltre l'ambito militare.
Ad oggi l'attività subacquea conosce una diffusione molto vasta ed è talvolta considerata attività alla portata di chiunque, perfino individui con gravi disabilità motorie. La diffusione dell'attività non può però mai prescindere dal rispetto delle norme di sicurezza, dalla conoscenza delle leggi fisiche e scientifiche che la governano e dalla conoscenza delle procedure di emergenza.

## Tipologie di immersione

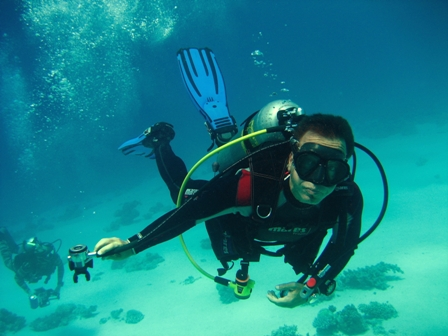
Subacqueo in immersione sportiva a Sharm el-Sheikh.

Vi sono vari tipi di immersione, a seconda dello scopo di questa; in particolare si hanno:
- immersione sportiva o ricreativa, praticata per diletto da appassionati;
- immersione tecnica, che va oltre gli scopi della normale immersione sportiva;
- immersione professionale, praticata come lavoro e quindi per un compenso.

A seconda del tipo di attrezzatura utilizzata si distinguono inoltre diversi tipi di immersione: in apnea, con autorespiratore o tecnica.

### Immersione in apnea
L'immersione in apnea è il modo più immediato per praticare attività subacquea: nella sua definizione rozza, consiste semplicemente nel trattenere il respiro mentre ci si immerge.
Tuttavia, l'apnea è un tipo di specialità sportiva complessa, che, come molte arti orientali, mira a portare corpo e mente in uno stato di rilassamento superiore, che ha come conseguenza il massimo risparmio di ossigeno ed il minimo affaticamento muscolare.
Il tempo di permanenza in apnea sott'acqua è legato a due fattori fondamentali:
- l'aumento della concentrazione di anidride carbonica (ipercapnia) e la diminuzione della concentrazione di ossigeno (ipossia) nel sangue;
- la concentrazione e lo stato di rilassamento raggiunto dall'apneista.

Il tempo di permanenza in apnea è inoltre influenzato da una serie di fattori secondari come la profondità, la capacità respiratoria, le condizioni fisiche dell'apneista, la temperatura dell'acqua.

### Immersione con autorespiratore

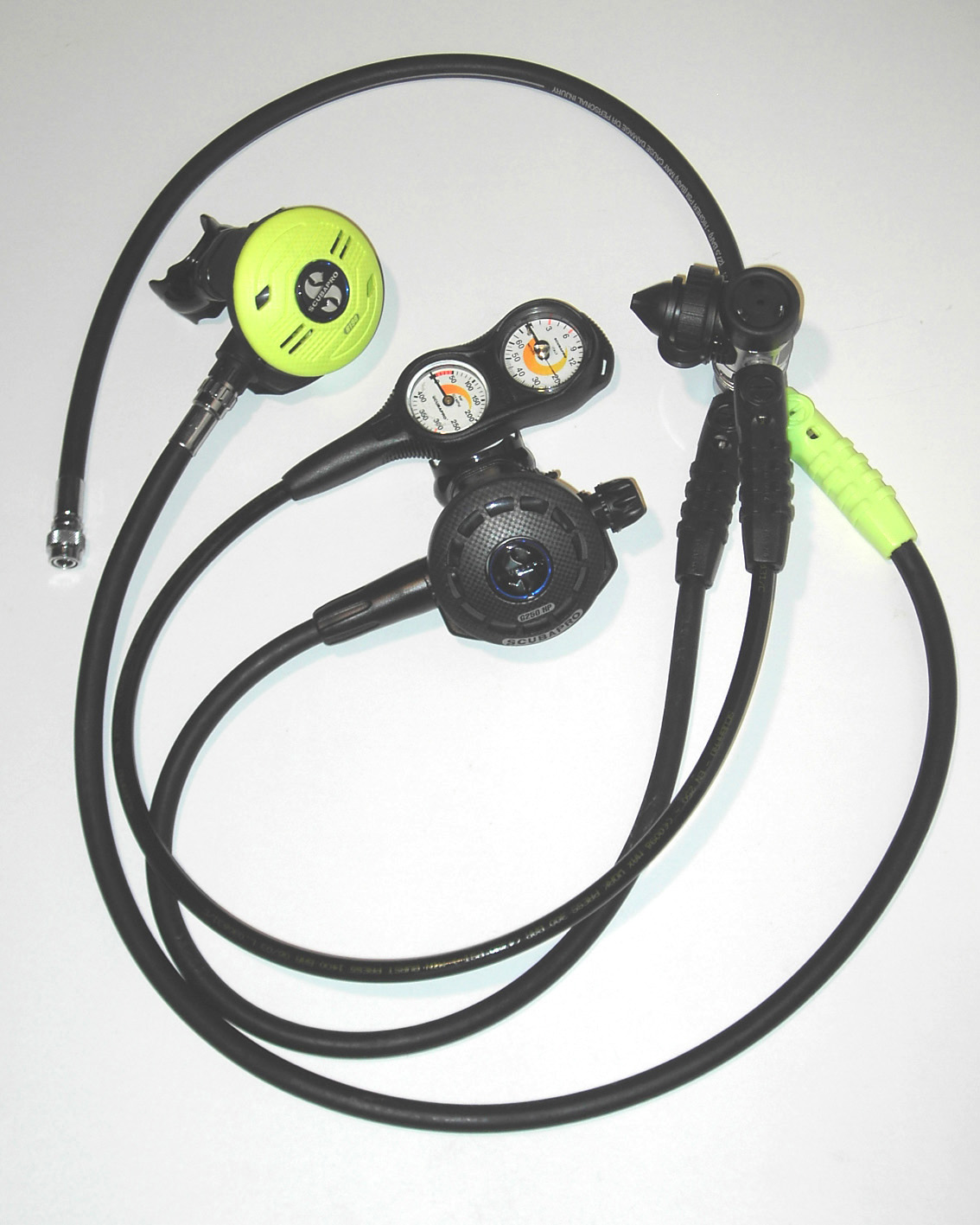
Un gruppo erogatore completo di manometro e frusta del Gav

La forma più diffusa di immersione con autorespiratore è quella effettuata con autorespiratore ad aria (ARA). Il subacqueo si immerge provvisto di una bombola di dimensione variabile (nell'immersione sportiva solitamente 15 o 18 litri) contenente aria compressa a 200 atmosfere (220 per le bombole da 18 litri). 
La bombola è corredata da un'attrezzatura, detto primo stadio, che ha lo scopo di ridurre la pressione dell'aria compressa presente nel contenitore (bombole) alla pressione ambiente e di erogare aria quando richiesta dal subacqueo per la respirazione o per immettere aria nel GAV. La riduzione della pressione può avvenire in una sola fase (si parla quindi di erogatore monostadio, ormai in disuso) oppure in due fasi (tramite un erogatore bistadio). Il primo stadio di un erogatore del secondo tipo dispone inoltre di altre uscite: una o più ad alta pressione, ad una della quale viene agganciato il manometro; solitamente 4 uscite di bassa pressione alle quali è connesso il giubbotto ad assetto variabile, il secondo stadio di riserva (o octopus) e altre attrezzature come la muta stagna.
L'immersione con autorespiratore può essere effettuata con miscele di gas diversi dall'aria; si parla di autorespiratore ad ossigeno (ARO) (in inglese rebreather) oppure di immersioni fatte con miscele particolari come l'Enriched Air Nitrox (EAN), che permette immersioni più sicure o più lunghe ma a profondita massime inferiori, o infine il Trimix, che permette il raggiungimento di profondità più elevate.
L'utilizzo di entrambe queste miscele richiede una formazione apposita e si configurano come immersioni tecniche.

### Immersione con erogazione da superficie
È la tecnica maggiormente impiegata nella subacquea industriale, dove per lo svolgimento delle lavorazioni in immersione è richiesta una più lunga permanenza in acqua a profondità anche rilevanti.  In questo caso la respirazione del sommozzatore è assicurata da un apposito elmetto (in passato prevaleva l'utilizzo di pesanti scafandri) collegato ad un ombelicale da cui passa l'aria o la miscela gassosa pompata da superficie (tipicamente da un'imbarcazione). Lo stesso ombelicale comprende usualmente anche appositi cavi per le comunicazioni audio/video fra il sommozzatore e la superficie.

## La fisica e la subacquea
Alcune leggi fisiche hanno un interesse particolare per quanto riguarda la subacquea.
Le particolari condizioni dell'ambiente nel quale viene svolta l'attività subacquea hanno infatti una serie di conseguenze sull'organismo; a ciò si aggiungono gli effetti della temperatura e della pressione sui gas respirati. Alcuni di questi effetti sono comuni ai due tipi di immersione (immersione in apnea e immersione con autorespiratore), altri sono invece peculiari solo del secondo.

## Attrezzatura

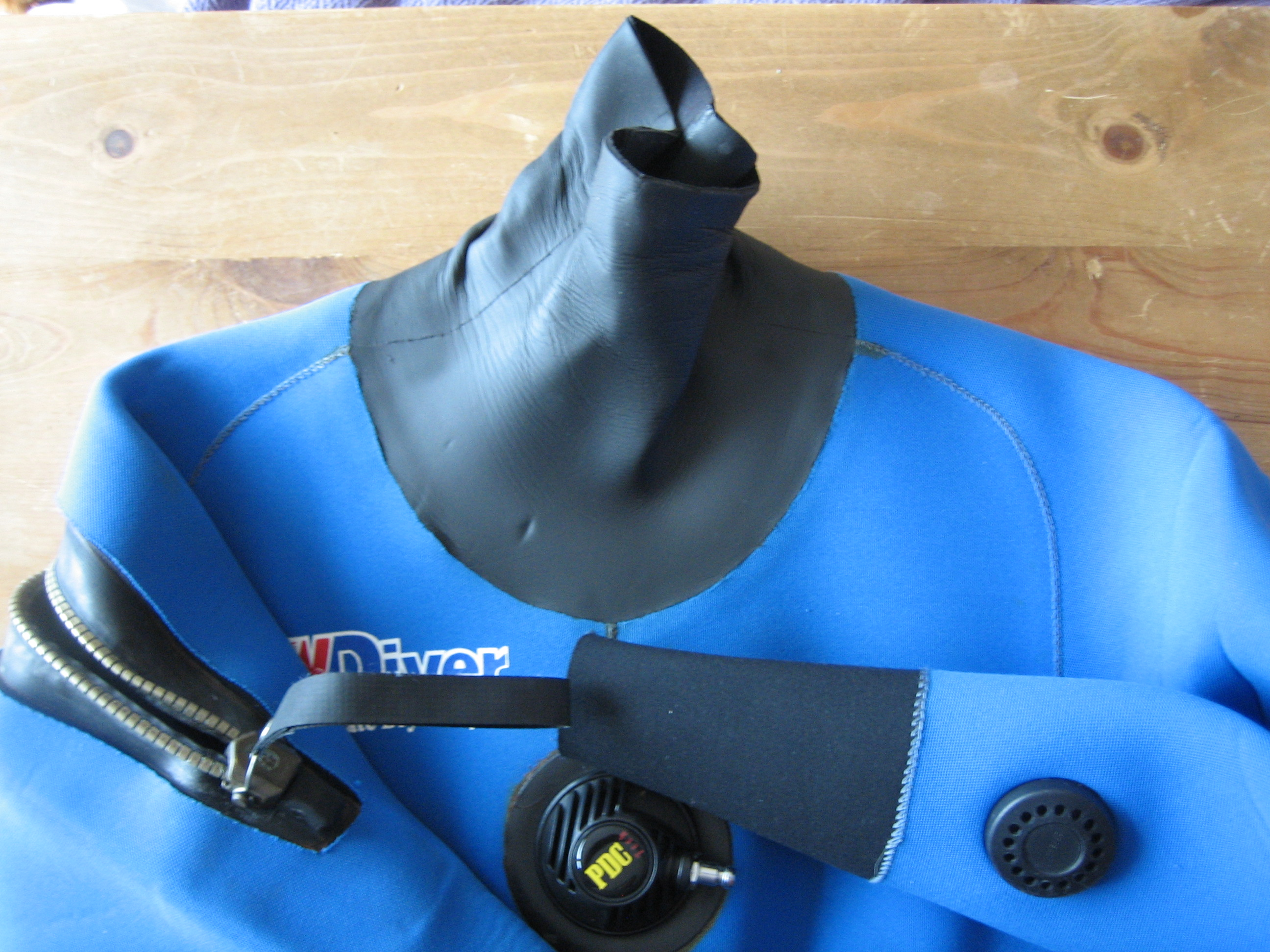
Una muta subacquea stagna.

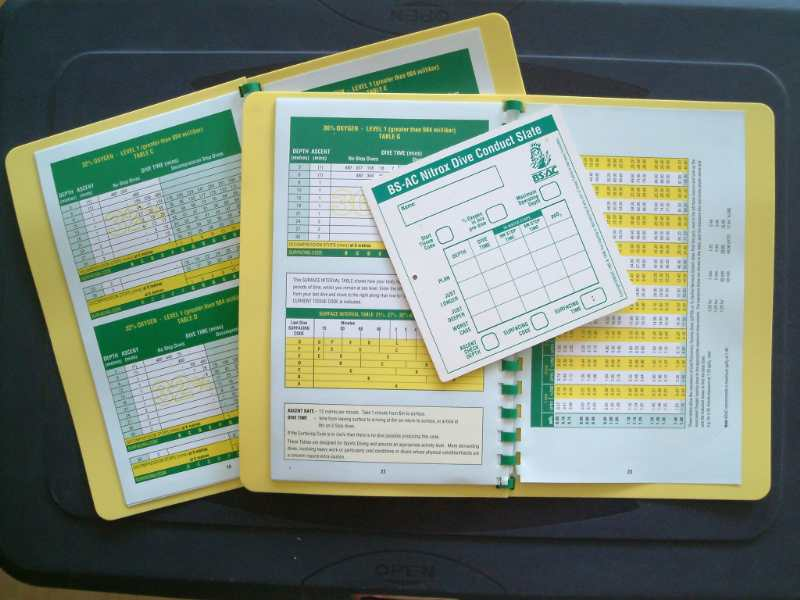
Esempio di tabelle di decompressione.

Nello svolgimento dell'attività subacquea ci si avvale dell'uso di alcune attrezzature, distinguendo tra quelle usate indifferentemente dal tipo di immersione (apnea o con autorespiratore) e attrezzature specifiche di una delle due attività.
Tra queste attrezzature le principali sono:
- maschera subacquea;
- muta, guanti e calzari;
- zavorra;
- aeratore o snorkel;
- pinne;
- boa segnasub;
- torcia;
- coltello;

Per le immersioni con autorespiratore si utilizzano:
- bombola;
- erogatore;
- manometro;
- profondimetro;
- orologio o computer subacqueo;
- giubbotto ad assetto variabile;
- tabelle di decompressione.

## L'essere umano e il nuovo ambiente
Ci sono cose talmente evidenti che sfuggono all'attenzione e rischiano di passare quasi inosservate senza suscitare il giusto interesse ed approfondimento. È doveroso ricordare che nel momento in cui ci si immerge, il fluido che ci avvolge è l'acqua, molto più denso dell'aria, la nostra abituale miscela di gas che, più o meno inquinata, è parte essenziale della nostra esistenza su questo pianeta.
Si possono fare delle considerazioni molto semplici, a parte quelle sulle variazioni fisiche e fisiologiche dovute alla pressione cui il nostro organismo è sottoposto.

### Movimento
- L'ambiente, insolitamente denso, impone movimenti lenti ed idrodinamici;
- L'acqua deve essere un supporto su cui appoggiarsi, un sostegno per il corpo;
- Bisogna imparare a sfruttare sapientemente la resistenza che ci è offerta;
- I movimenti bruschi non avvantaggiano, anzi frenano la capacità di penetrazione nel fluido, e provocano un affaticamento che rappresenta un notevole svantaggio per l'attività;
- La bravura di un subacqueo si misura soprattutto in funzione della sua capacità di muoversi con armonia;
- Le pinne, appendici delle gambe, permettono se usate correttamente di progredire nell'acqua con velocità ed eleganza.

### Vista

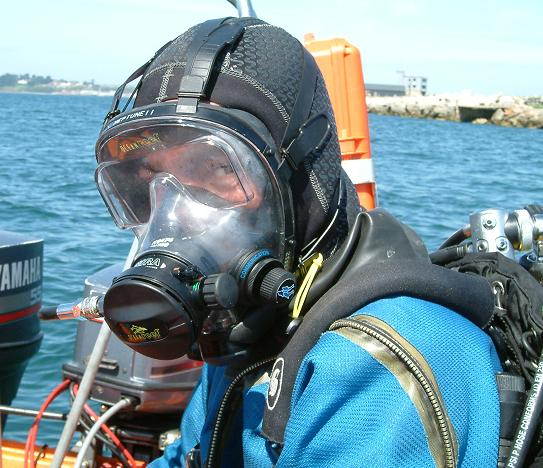
Una maschera subacquea gran facciale.

- Gli occhi, a contatto con l'acqua, perdono la loro capacità di mettere a fuoco gli oggetti che ci circondano;
- La maschera subacquea permette di vedere in condizioni di quasi normalità, anche se per un problema fisico (la rifrazione) le immagini appaiono in ogni caso più vicine e più grandi di un terzo rispetto alla normalità. Una precisazione: bisogna necessariamente usare una maschera che abbia la possibilità di essere compensata, il che implica uno spazio apposito in cui contenere il naso, indispensabile per la compensazione; oggi si può scegliere fra numerosi modelli anche molto accattivanti dal punto di vista estetico, alcuni dei quali possono disporre di lenti graduate;
- L'acqua ha la capacità di assorbire la luce che ci consente di vedere i colori; senza l'ausilio di una lampada subacquea, le immagini che i nostri occhi vedranno saranno inevitabilmente monocromatiche tendenti al blu; per lo stesso motivo è indispensabile l'uso di un flash associato alla macchina fotografica.

### Udito
In acqua i suoni sono trasmessi a una velocità nettamente superiore a quella dell'ambiente aereo (4 volte più velocemente), proprio per effetto del maggiore modulo di incompressibilità dell'elemento liquido.
Se ne deducono due cose:
1. il fondo marino, contrariamente a certi luoghi comuni, non è il mondo del silenzio;
2. per effetto della velocità con cui i suoni sono trasmessi si perde la capacità di individuare la direzione da cui essi provengono. Attenzione dunque, motoscafi e gommoni spesso sono in agguato sopra le teste dei subacquei.

### Temperatura
Rispetto all'aria l'acqua ha una maggior capacità di disperdere il calore del corpo umano (circa 25 volte più velocemente).
Questo è il motivo per cui ci si deve proteggere con indumenti specifici (mute) anche per immersioni poco profonde ed in acque temperate. Solo nelle acque di alcuni mari tropicali, particolarmente caldi, si può sfuggire a questa regola ma in ogni caso è sempre opportuno indossare indumenti protettivi, per evitare possibili abrasioni o ferite.

## I possibili problemi fisici

### Compensazione forzata dell'orecchio medio
Per effetto della pressione esterna, l'aria respirata dall'erogatore che raggiunge i polmoni tenderà a raggiungere anche tutte le altre cavità aperte del cranio del nostro organismo, compensandole in modo spontaneo.
L'unica eccezione è l'orecchio medio, che va compensato in modo forzato per aprire le trombe di Eustachio onde evitare problematiche all'apparato uditivo.
Imparare a compensare è di importanza fondamentale: non è infatti possibile intraprendere alcuna attività subacquea, neanche molto modesta, senza praticare questa manovra. Infatti se all'interno dell'orecchio medio non si stabilisce una forza pari a quell'esterna la membrana timpanica sarebbe spinta violentemente verso l'interno, con conseguente gravissima rottura.
È opportuno inoltre evidenziare che la compensazione deve essere effettuata nel momento stesso in cui inizia la discesa ed essere ripetuta a giusti intervalli fino al raggiungimento della massima quota, per evitare al timpano anche il più piccolo stress, senza attendere il sopraggiungere di sensazioni dolorose.
Esistono tecniche più o meno complesse per ottenere l'effetto di compensazione; per la subacquea vengono utilizzate le manovre di:
- Marcante-Odaglia;
- Valsalva;
- Toynbee.

### Barotrauma e Sovradistensione polmonare

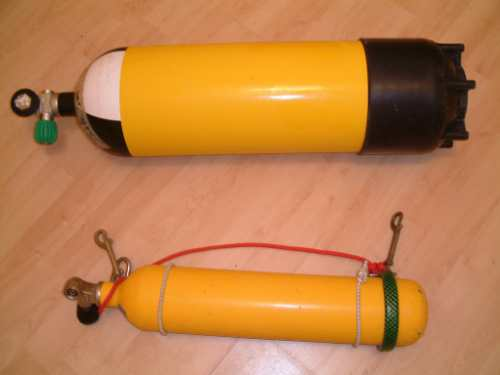
Esempi di bombole per la subacquea.

Il barotrauma è una lesione ai tessuti provocata dal mancato equilibrio fra la pressione dell'aria contenuta in una cavità corporea e la pressione dell'ambiente circostante; si ha quando il corpo si muove in modo troppo repentino da (o verso) una condizione in cui la pressione è più elevata.
I danni originano dal fatto che mentre l'aria è comprimibile i tessuti non lo sono, quindi all'aumentare della pressione esterna l'aria contenuta nei tessuti offre una resistenza minore alla pressione mentre al diminuire della pressione esterna l'aria contenuta nel corpo umano tende a espandersi danneggiando, se non sono rispettati i tempi e i modi di espulsione, i tessuti nella quale è contenuta.
La sovradistensione polmonare si verifica nell'attività subacquea con autorespiratore durante la risalita, e solitamente negli ultimi 15 metri della stessa. L'aria respirata da un autorespiratore è a pressione ambiente, autoregolata proporzionalmente alla profondità. Se chiusa all'interno di un contenitore non rigido come il nostro corpo, essa aumenta di volume al diminuire della pressione ambientale e si espande quindi durante la risalita. L'aumento di volume può essere tale da causare la rottura degli alveoli polmonari provocando il passaggio d'aria nella cavità pleurica con conseguente collasso del polmone (pneumotorace) o più raramente nel mediastino (pneumomediastino) o, nell'eventualità peggiore, direttamente nel circolo venoso polmonare (embolia gassosa arteriosa o EGA).

### Patologia da decompressione
Con patologia da decompressione o PDD si intendono tutte quelle patologie derivanti da una riduzione della pressione ambientale; in particolare si hanno due patologie: il malessere da decompressione e la embolia gassosa arteriosa.

#### Malattia da decompressione
La MDD (sigla di malattia da decompressione) deriva dalla formazione di bolle all'interno del circolo ematico o dei tessuti e provocata dalla mancata eliminazione di gas inerti (azoto) in seguito ad un'immersione subacquea oppure all'esposizione a pressioni elevate.

#### Embolia Gassosa Arteriosa
L'E.G.A. (sigla di embolia gassosa arteriosa), è una delle patologie più gravi alle quali può andare incontro un subacqueo, e si manifesta come presenza di bolle di gas all'interno della circolazione arteriosa.

### Vertigine alternobarica
La vertigine alternobarica è di solito causata da una differenza di pressione tra le due cavità dell'orecchio, che porta ad uno squilibrio tra i vestiboli.
Si può verificare sia in discesa che in risalita, e di solito - a meno di traumi più gravi - è un fenomeno di breve durata e si presenta come un forte senso, appunto, di vertigine (o, nei casi più forti, di ipoacusia, una riduzione della capacità uditiva).
Si risolve interrompendo la discesa o, nel caso di risalita, è solita scomparire in circa 15 minuti.

### Narcosi da azoto
La narcosi da azoto (detta anche ebbrezza da alti fondali) si verifica talvolta durante le immersioni subacquee in caso di pressioni ambientali superiori a circa 4 atmosfere (generalmente tra i 30-35 metri di profondità) ma è soggetta alle condizioni fisiche del soggetto, il quale potrebbe cominciare a sperimentare i primi effetti a profondità superiori. Viene inoltre accentuata dalla velocità di discesa tenuta per raggiungere tale profondità. La narcosi da azoto può causare eccessiva euforia, ansia, mancanza di coordinazione, calo della concentrazione, causando spesso eccessiva sicurezza nel soggetto il quale si spinge a compiere comportamenti che ne potrebbero compromettere la sicurezza. Le principali didattiche, prevedono un corso di abilitazione apposito per profondità dai 30 metri ai 40 metri, durante il quale vengono effettuate delle prove per verificare la suscettibilità del subacqueo a tale fenomeno e farne comprendere i limiti fisici.

## Decalogo delle immersioni sicure
1. Andare sott'acqua è un piacere: se in una circostanza non ci si sente al meglio non andare, non si verrà derisi bensì apprezzati per la propria scelta.
2. Prima di acquistare l'attrezzatura e decidere una vacanza subacquea è meglio scegliere e frequentare con impegno un corso specifico.
3. La prudenza sott'acqua, come nella vita, non è una scelta vigliacca bensì una dimostrazione di saggezza.
4. La profondità è sinonimo di rischio, inoltre molto spesso non è necessario scendere molto per divertirsi.
5. Scegliere sempre un compagno/a affidabile e non immergersi mai da soli.
6. Rimanere sempre in curva di sicurezza.
7. Fare immersioni successive a quote inferiori delle precedenti.
8. Usare attrezzature affidabili.
9. Pretendere sempre aria pulita nelle bombole, la lucidità mentale in immersione viene alterata se la miscela che si respira non è pura.
10. Non effettuare mai immersioni quando non ci si sente in forma, né fare lavori faticosi sott'acqua.

## Didattica
La pratica dell'attività subacquea sportiva e ricreativa in Italia non è vincolata ad alcun obbligo di detenzione di brevetto, anche se in alcune regioni sono in discussione delle normative locali per obbligare i subacquei ad immergersi solo tramite diving center locali, e quindi ad essere sottoposti a controlli; è però consigliabile frequentare corsi appositi per apprendere la teoria e la tecnica.
Da un punto di vista della didattica si distinguono i cosiddetti brevetti federali, rilasciati cioè da organismi riconosciuti e affiliati alla CMAS (Confédération mondiale des activités subaquatiques) come la FIAS (Federazione Italiana Attività Subacquee), la FIPSAS (Federazione Italiana Pesca Sportiva ed Attività Subacquee) oppure ANIS (Associazione nazionale istruttori subacquei), dai cosiddetti brevetti commerciali, rilasciati da svariati organismi internazionali (tra cui, ad esempio, la Professional Association of Diving Instructors (PADI), Scuba Schools International (SSI), la National Association of Scuba Diving Schools (NASDS), la Scuba and Nitrox Safety International (SNSI), la Professional Scuba Schools (PSS), la National Academy of Scuba Educators (NASE).
Per le attività professionali della subacquea industriale è invece richiesto il conseguimento di idonee qualifiche professionali, correlate alla localizzazione ed alla profondità delle immersioni lavorative da svolgersi (OTS nei porti, inshore diver, offshore diver ed altofondalista per attività fuori dai porti ed a quote batimetriche inferiori).